# Trachusa pubescens
Trachusa pubescens är en biart som först beskrevs av Morawitz 1872.  Trachusa pubescens ingår i släktet hartsbin, och familjen buksamlarbin. Inga underarter finns listade i Catalogue of Life.